# Canal de l'Eure

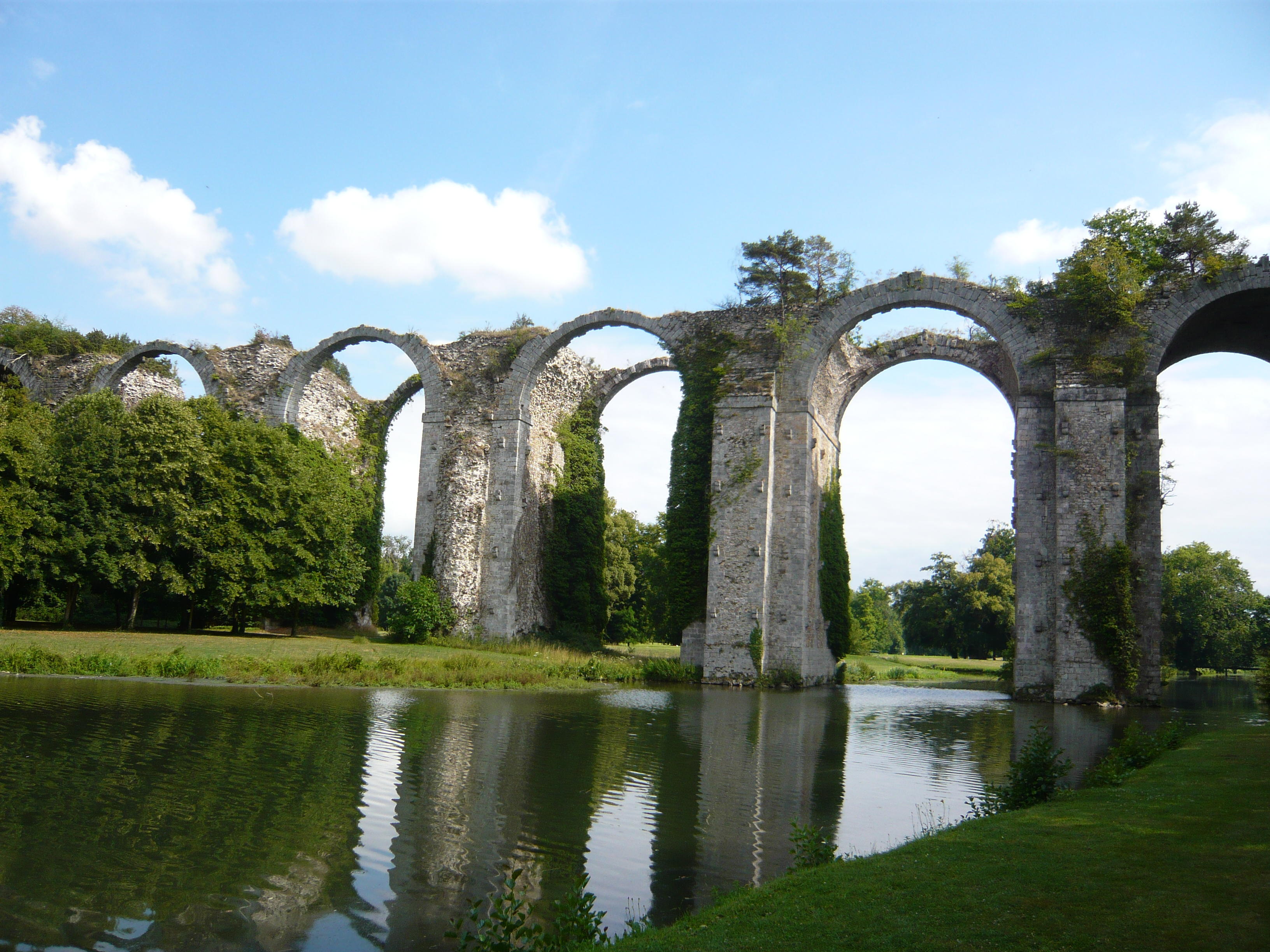
Aquaduct van Maintenon.

Het Canal de l'Eure, ook canal Louis XIV genaamd, was een onbevaarbaar en onvoltooid kanaal, ontworpen door Vauban om de tuinen en fonteinen van het paleis van Versailles van water te voorzien. In Pontgouin nabij Chartres zou het water van de Eure afgeleid worden naar de Etang de le Tour nabij Rambouillet, om vandaar Versailles van water te voorzien.
De constructie van de geplande 80 km werd aangevat in 1685 en drie jaar later onderbroken omwille van de Negenjarige Oorlog. Daarna werd, ondanks de reeds uitgevoerde werken, de afbouw opgegeven.